# Ixora concinna
Ixora concinna är en måreväxtart som beskrevs av Robert Brown och Joseph Dalton Hooker. Ixora concinna ingår i släktet Ixora och familjen måreväxter. Inga underarter finns listade i Catalogue of Life.